# Rivula leucosticta
Rivula leucosticta là một loài bướm đêm trong họ Erebidae.